# Flughafen Foggia

i7
i11
i13
Der Flughafen Foggia (ital.: Aeroporto di Foggia “Gino Lisa”, IATA-Code: FOG, ICAO-Code: LIBF) befindet sich in der Region Apulien im Südosten Italiens. Er liegt drei Kilometer südlich der Provinzhauptstadt Foggia.

## Verkehrsanbindung
ATAF-Linienbusse und Busse der Firma Airbus verbinden den Flughafen mit der Innenstadt. Pugliairbus bietet Fahrten nach Bari, Brindisi, Tarent und Matera an (Stand 2019). Foggia gilt als Verkehrsknotenpunkt. Über die Autobahn A14 sind auch weiter entfernte Adria-Orte leicht zu erreichen. Etliche Staatsstraßen führen von Foggia aus in alle Himmelsrichtungen. Der Hauptbahnhof der Stadt ist ein Eisenbahnknoten.

## Fluggesellschaften und Ziele
Der Flughafen wird von der Allgemeinen Luftfahrt sowie für Hubschrauberflüge zum Heliport San Domino auf den Tremiti-Inseln genutzt. Da die Start- und Landebahn mittlerweile verlängert worden ist, versucht der Flughafenbetreiber Aeroporti di Puglia eine stärkere kommerzielle Nutzung des Flughafens zu erreichen, insbesondere durch Billigfluggesellschaften.
Ende 2022 wurde der Flughafen nach einer Pause von 11 Jahren wieder für zivile Flüge geöffnet. Die griechische Fluggesellschaft Lumiwings bietet seitdem Linienflüge nach Mailand, Verona und Catania an. Seit Juni 2023 wird zudem Mostar in Bosnien und Herzegowina angeflogen.

## Geschichte
Der heutige Verkehrsflughafen von Foggia war bis Ende des Zweiten Weltkriegs zentraler Bestandteil der so genannten „Flugfelder von Foggia“ (Foggia Airfield Complex). Einige davon entstanden in den weiten Ebenen der Provinz Foggia bereits während des Ersten Weltkriegs. Bis 1943 dienten sie Italienern und dann auch Deutschen für Militäroperationen auf dem Balkan, danach wurden sie bis 1945 von alliierten Bombern genutzt, die von hier aus vor allem Ziele in Norditalien, Südfrankreich, Süddeutschland, Österreich und auf dem Balkan angriffen. Bis 1945 gab es um Foggia mehr als 30 Militärflugplätze, von denen nach dem Krieg nur zwei erhalten blieben: der rund 15 Kilometer nordöstlich von Foggia gelegene Militärflugplatz Amendola (auch „Foggia-Amendola“) und der heutige Verkehrsflughafen Foggia, der nach dem 1917 gefallenen Militärpiloten Gino Lisa benannt ist.
Der heutige Flughafen Foggia entstand im Herbst 1915 als Militärflugplatz und wurde vorwiegend zu Ausbildungszwecken genutzt. Ab 1917 wurden hier unter dem Kommando des späteren Bürgermeisters von New York, Fiorello LaGuardia, rund 400 US-Piloten unter anderem auf italienischen Bombern vom Typ Caproni Ca.3 ausgebildet. Auch nach dem Ersten Weltkrieg diente der Flugplatz in erster Linie der Pilotenausbildung, im Rahmen eines besonderen Abkommens auch zur Ausbildung von Piloten der neuen deutschen Wehrmacht. Seit 1922 wurde er auch zivil mitgenutzt. Während des Zweiten Weltkriegs nutzte ihn ab 1941 vor allem auch die deutsche Luftwaffe. Im Sommer 1943 wurden die Flugfelder um Foggia und auch die Stadt selbst von alliierten Bombern schwer zerstört. Ende September 1943 übernahmen zunächst die Briten den Flugplatz, die ihn als Foggia Main („Hauptflugplatz“) bezeichneten, dann kamen auch US-Amerikaner hinzu.
1947 übernahm die italienische Luftwaffe wieder die Kontrolle über den Flugplatz und richtete wiederum eine Flugschule ein. 1951 folgte die erneute Öffnung für den zivilen Flugverkehr, 1953 ließ sich hier auch der örtliche Aeroclub nieder. Nach dem Abzug des Militärs begann 1971 der kommerzielle Luftverkehr mit Flügen der Alitalia-Tochter ATI von und nach Rom. Als die ATI 1975 ihre Fokker F-27 ausmusterte, musste auch der Linienverkehr nach Foggia eingestellt werden. Erst ab 1989 wurde er von kleineren Regionalfluggesellschaften wiederbelebt.
Im Zug von Renovierungsarbeiten wurde zwischen 2019 und 2021 die Start- und Landebahn grundsaniert und von 1560 auf 2000 Meter verlängert und damit die Nutzung des Flughafens durch Mittelstreckenflugzeuge ermöglicht. Bei Landungen stehen die 2000 Meter wegen versetzter Landeschwellen nicht ganz zur Verfügung.

## Bilder

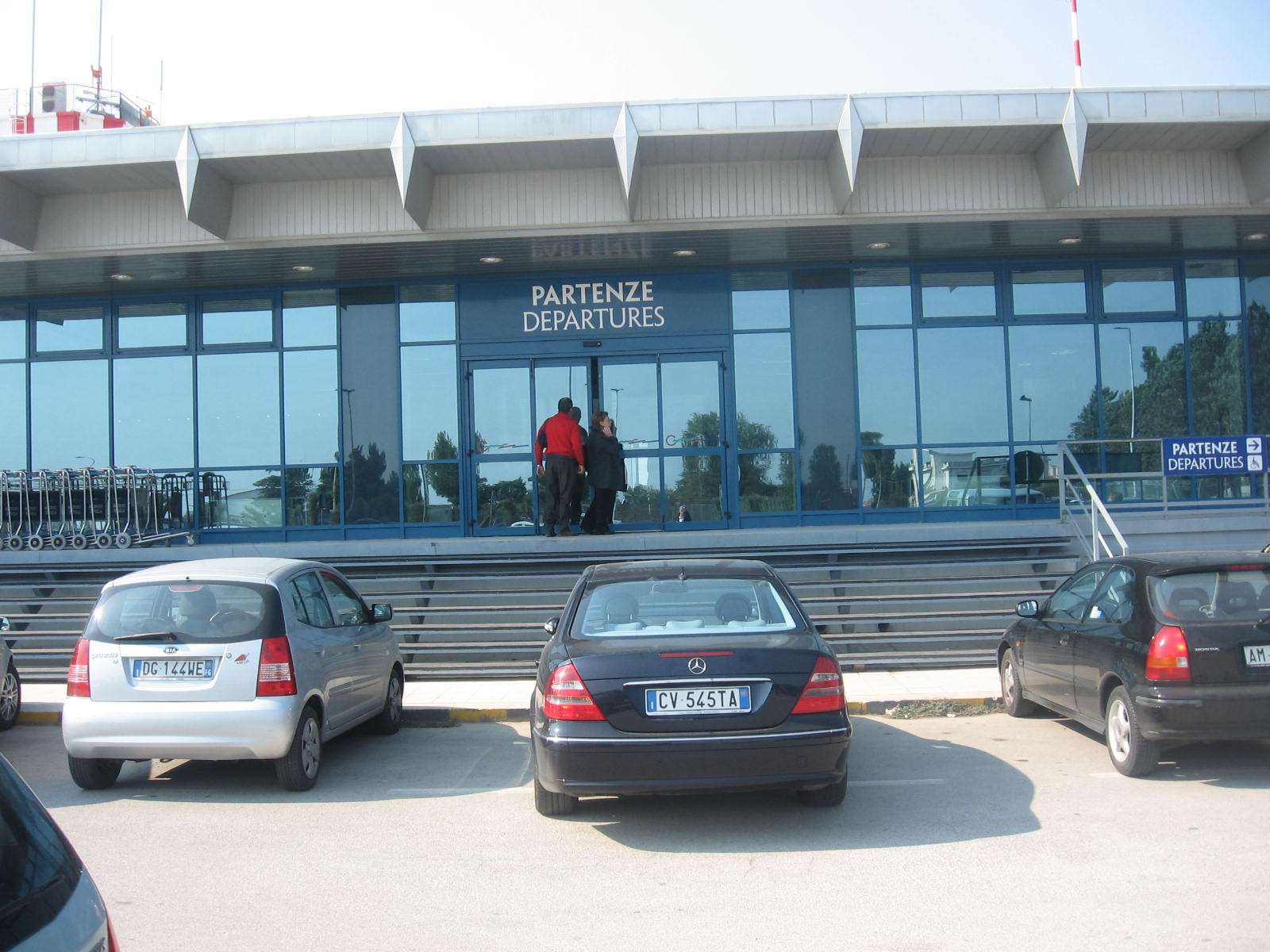
Terminal des Flughafens
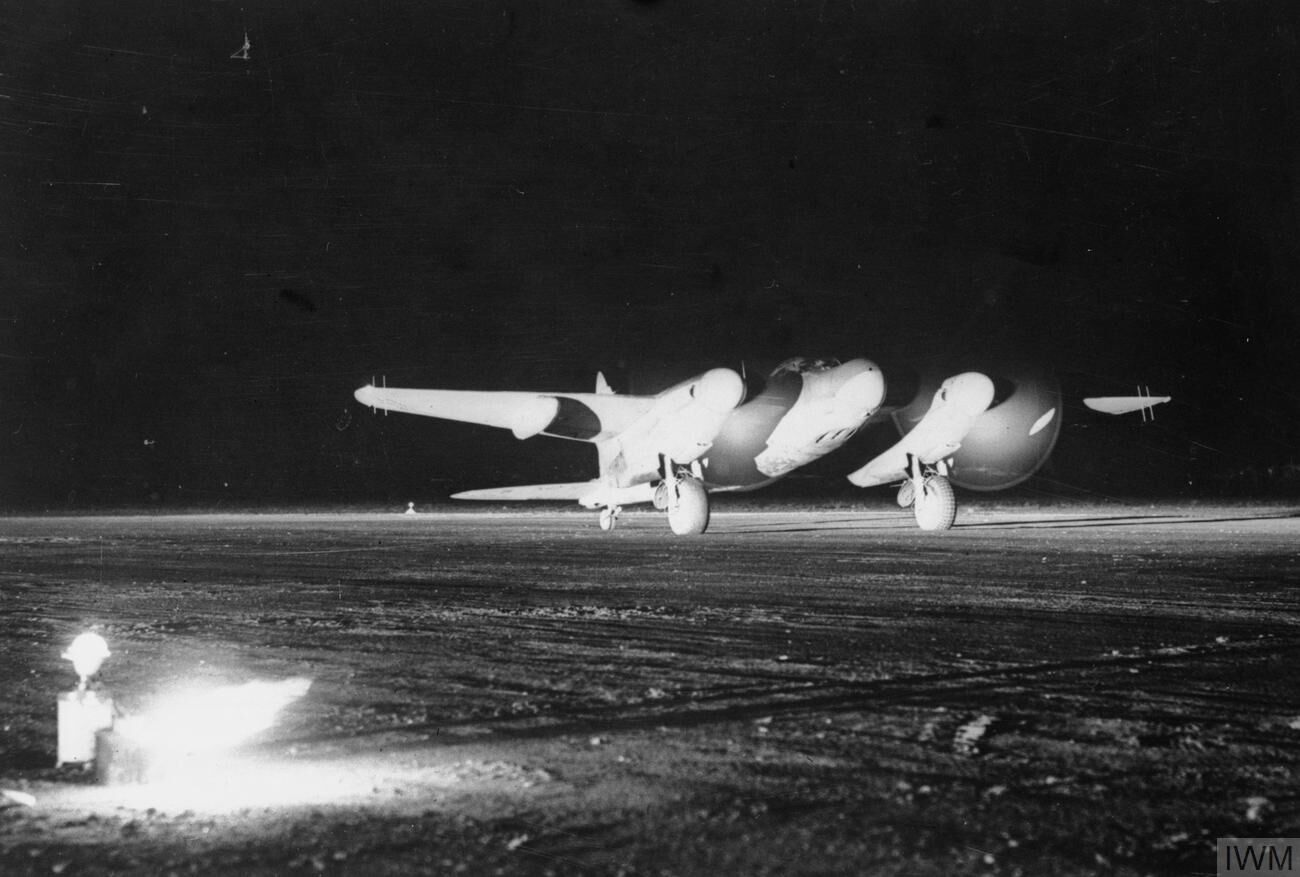
Foggia 1944
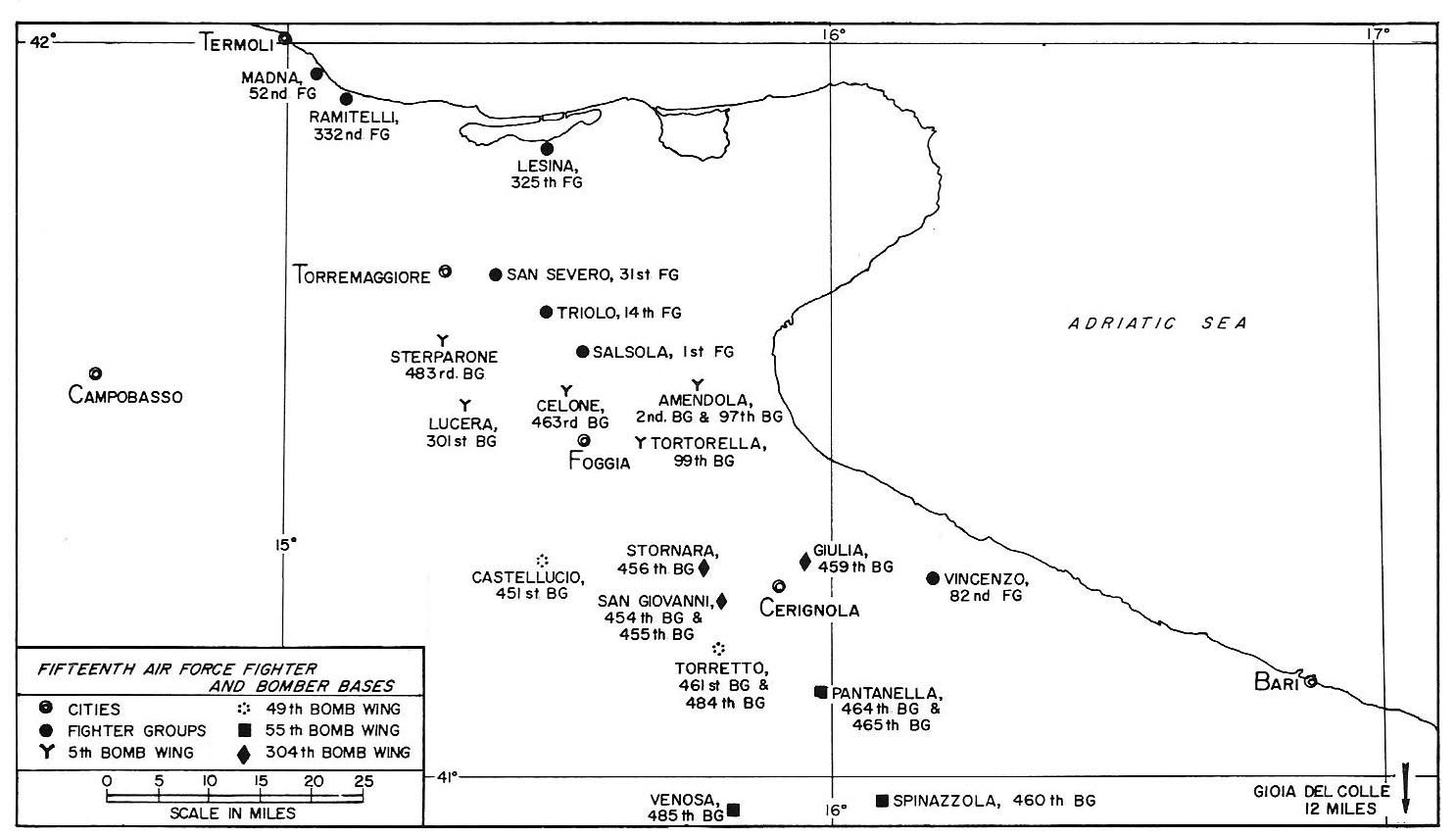
Flugfelder von Foggia 1944